# Supercopa de Islas Feroe
La Supercopa de las Islas Feroe (en feroés: Stórsteypadystur) es un partido de fútbol anual entre el campeón de la Betrideildin o Primera División y el vencedor de la Copa de Islas Feroe.
Si un equipo hace un doblete (Copa y Liga), el partido de supercopa se disputa entre el campeón de ambos torneos y el subcampeón de la Betrideildin.
La primera edición del trofeo se disputó en 2007, y se celebra en el mes de marzo al comienzo de la temporada futbolística.

## Palmarés
| Temporada | Campeón       | Resultado        | Finalista     | Sede de la final     |
| --------- | ------------- | ---------------- | ------------- | -------------------- |
| 2007      | B36 Tórshavn  | 1 - 1 (5-3 pen.) | HB Tórshavn   | Gundadalur, Tórshavn |
| 2008      | NSÍ Runavík   | 4 - 0            | EB/Streymur   | Gundadalur, Tórshavn |
| 2009      | HB Tórshavn   | 3 - 1            | EB/Streymur   | Gundadalur, Tórshavn |
| 2010      | HB Tórshavn   | 2 - 1            | Víkingur Gøta | Gundadalur, Tórshavn |
| 2011      | EB/Streymur   | 2 - 0            | HB Tórshavn   | Gundadalur, Tórshavn |
| 2012      | EB/Streymur   | 2 - 1            | B36 Tórshavn  | Gundadalur, Tórshavn |
| 2013      | EB/Streymur   | 1 - 0            | Víkingur Gøta | Gundadalur, Tórshavn |
| 2014      | Víkingur Gøta | 2 - 1            | HB Tórshavn   | Gundadalur, Tórshavn |
| 2015      | Víkingur Gøta | 3 - 3 (5-3 pen.) | B36 Tórshavn  | Tórsvøllur, Tórshavn |
| 2016      | Víkingur Gøta | 1 - 0            | B36 Tórshavn  | Tórsvøllur, Tórshavn |
| 2017      | Víkingur Gøta | 2 - 1            | KÍ Klaksvík   | Tórsvøllur, Tórshavn |
| 2018      | Víkingur Gøta | 1 - 1 (3-2 pen.) | NSÍ Runavík   | Tórsvøllur, Tórshavn |
| 2019      | HB Tórshavn   | 1 - 0            | B36 Tórshavn  | Tórsvøllur, Tórshavn |
| 2020      | KÍ Klaksvík   | 1 - 1 (5:4 pen.) | HB Tórshavn   | Tórsvøllur, Tórshavn |
| 2021      | HB Tórshavn   | 3 - 1            | NSÍ Runavík   | Tórsvøllur, Tórshavn |
| 2022      | KÍ Klaksvík   | 3 - 1            | B36 Tórshavn  | Tórsvøllur, Tórshavn |
| 2023      | KÍ Klaksvík   | 0 - 0 (6-5 pen.) | Víkingur Gøta | Tórsvøllur, Tórshavn |
| 2024      | HB Tórshavn   | 3 - 2            | KÍ Klaksvík   | Tórsvøllur, Tórshavn |
| 2025      | HB Tórshavn   | 2 - 0            | Víkingur Gøta | Tórsvøllur, Tórshavn |

### Títulos por club
| Club          | Títulos | Subtítulos | Años campeón                       | Años subcampeón              |
| ------------- | ------- | ---------- | ---------------------------------- | ---------------------------- |
| HB Tórshavn   | 6       | 4          | 2009, 2010, 2019, 2021, 2024, 2025 | 2007, 2011, 2014, 2020       |
| Víkingur Gøta | 5       | 4          | 2014, 2015, 2016, 2017, 2018       | 2010, 2013, 2023, 2025       |
| EB/Streymur   | 3       | 2          | 2011, 2012, 2013                   | 2008, 2009                   |
| KÍ Klaksvík   | 3       | 2          | 2020, 2022, 2023                   | 2017, 2024                   |
| B36 Tórshavn  | 1       | 5          | 2007                               | 2012, 2015, 2016, 2019, 2022 |
| NSÍ Runavík   | 1       | 2          | 2008                               | 2018, 2021                   |

## Máximos goleadores
| Posición | Jugador             | Clu             | Goles |
| -------- | ------------------- | --------------- | ----- |
| 1        | Arnbjørn Hansen     | EB/Streymur     | 3     |
| 1        | Fróði Benjaminsen   | B36 (1), HB (2) | 3     |
| 2        | Rógvi Poulsen       | HB              | 2     |
| 2        | Bárður Hansen       | Víkingur        | 2     |
| 2        | Finnur Justinussen  | Víkingur        | 2     |
| 2        | Sámal Jákup Joensen | Víkingur        | 2     |
| 2        | Sølvi Vatnhamar     | Víkingur        | 2     |
| 2        | Símun Samuelsen     | HB              | 2     |